# Prospero Podiani
Prospero Podiani (Perugia, 1535 circa – Perugia, 16 novembre 1615) è stato un letterato, umanista e bibliotecario italiano.
Fu uno dei più importanti bibliofili italiani ed europei del periodo compreso tra la fine del Cinquecento e gli inizi del Seicento. Il suo nome è legato alla fondazione della Biblioteca Augusta di Perugia.

## Biografia
Prospero Podiani nasce a Perugia intorno al 1535 da una famiglia piuttosto agiata, anche se non nobile. Fra i suoi avi molti avevano ricoperto un ruolo di primo piano nella vita politica cittadina in qualità di notai, giudici, priori.
Suo padre era stato Camerlengo dell'Arte degli Aromatari, ufficiale del primo Monte di Pietà, promotore del Consiglio dei 60 e componente del collegio dei Dieci dell'Osservanza, magistratura sostitutiva di quella dei Priori istituita da papa Paolo V a seguito dell'intervento repressivo dell'autonomia cittadina posto in atto dal pontefice dopo la Guerra del sale del 1540.
Nell'altro ramo familiare sono da ricordare soprattutto Lucalberto (1471-1551), figlio del notaio Ser Paolo di Simone, medico, lettore presso la locale Università, ambasciatore, e dal 1535 cancelliere del Comune, nonché Mario Podiani (m. 1560 ca.), figlio del precedente, letterato, poeta e commediografo, strenuo difensore delle libertà comunali.
Anche Prospero ricopre alcuni incarichi nella pubblica amministrazione, fino a divenire priore nel 1590, eletto nella corporazione dei sarti.
Dubbia la sua formazione intellettuale, forse iniziata con studi di carattere giuridico. Secondo fonti non verificabili nel 1568 egli sarebbe stato iscritto nella matricola degli studenti di medicina dell'Università di Padova.
Podiani entra a far parte del circuito dei letterati perugini iscrivendosi alla locale Accademia degli Insensati con il nome di Turbato, dove si trova in stretto rapporto con molti altri eruditi locali: lo storico Pompeo Pellini (1523-1594), l'antiquario e storico dell'arte Cesare Crispolti (1563-1608), principe della prestigiosa accademia, Orazio Cardaneti (1531-1588), docente di Retorica a Siena e a Perugia, il noto latinista Marco Antonio Bonciari (1555-1616), il giurista e poeta Filippo Massini (1559-1618), amico di Torquato Tasso, anche questi Insensato, Filippo Alberti (1548-1612), letterato e cancelliere del comune di Umbertide, Girolamo Tezi (1580-1645), erudito al servizio del Cardinale Antonio Barberini (1607-1671), nipote di Papa Urbano VIII, Baldassarre Ansidei (1555-1614), latinista e grecista, allievo di Cardaneti, dal 1606 custode della Biblioteca Vaticana e dal 1612 anche dell'Archivio Segreto Vaticano, Fulvio Mariottelli (1559-1639), successore di Podiani alla guida della Biblioteca Augusta e autore nel 1618 del Ragguaglio […] Intorno alla libraria, che fu del sig. Prospero Podiani : & si disegna aprire […] ad universal benefitio degli studiosi, definito da Alfredo Serrai il primo trattato teorico sulla biblioteca pubblica.
Tutti gli eruditi sopra citati risultano aver usufruito del prestito di numerosi libri da parte del bibliofilo perugino, della cui pregiata raccolta libraria si avvalsero anche alcuni fra i maggiori eruditi del suo tempo, tra cui personalità del calibro di Antonio Possevino (1533-1611) e Angelo Rocca (1545-1620), nonché lo stesso Baldassarre Ansidei, cui la disponibilità di libri certamente non doveva difettare.
Podiani del resto risulta in contatto con personalità di primo ordine del panorama culturale e politico italiano: la corte Farnesiana e Fulvio Orsini, Onofrio Panvinio, Egnazio Danti, Benedetto Varchi, Piero Vettori, Lucio Oradini, Marco Antonio Bonciari, i cardinali Pietro Aldobrandini, Guglielmo Sirleto, Scipione Borghese, Alessandro Riario.
Fra i propri riferimenti culturali, menzionati dallo stesso Podiani nei suoi scritti autografi, si possono annoverare diversi letterati docenti presso lo Studium perugino: Giovanni Antonio Campani (1429-1477), lettore di Retorica nel 1455, Cristoforo Sassi (m. 1574), allievo dell'umanista perugino Francesco Maturanzio, docente di Oratoria tra il 1541 e il 1562, Orazio Cardaneti (1531-1588), allievo di Sassi e di Pietro Vettori, titolare della cattedra di Oratoria dal 1566, il gesuita Giovanni Antonio Viperano (1535-1610), insegnante di humanae litterae tra il 1555 e il 1559.
Dalle biografie antiche e dalla documentazione posseduta dalla Biblioteca Augusta Podiani spende gran parte della propria esistenza e dei suoi averi nella frenetica attività di ricerca e di acquisto di manoscritti ed edizioni rare per la sua libraria, nonché, più in generale, esercita una assidua attività di compravendita di libri, fino a sviluppare una vera e propria abilità in tal senso: secondo il biografo contemporaneo Giovan Vittorio Rossi (1577-1647), egli aveva capacità di stimare il costo dei volumi meglio dei librai stessi.

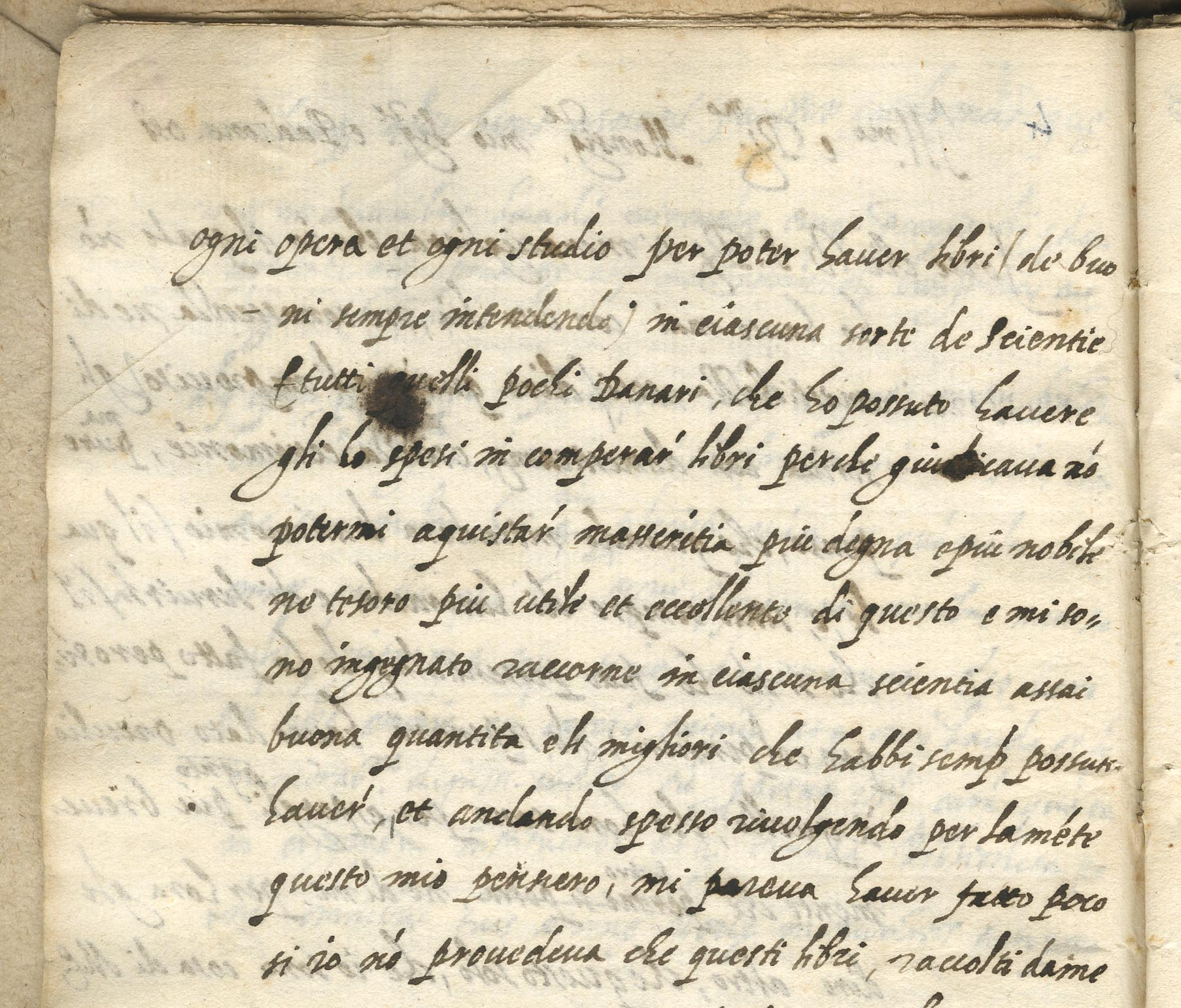
Prospero Podiani, De Bibliothecis disponendis et informandis: particolare della lettera autografa indirizzata al cardinale Fulvio della Corgna, conservata presso la Biblioteca Augusta (ms. I 104, c. 10r-v)

È certamente uno dei maggiori protagonisti nel settore del commercio librario italiano tra la metà del XVI secolo e l'inizio del successivo.
Podiani narra in prima persona della propria passione per i libri rari in una lettera autografa indirizzata al cardinale Fulvio Giulio della Corgna (1517-1583) contenuta in una sua opera rimasta manoscritta, il De Bibliothecis disponendis et informandis, ancora oggi conservata presso la Biblioteca Augusta (ms. I 104, c. 10r-v): in tale trattato egli esalta la nobiltà dell'atto di allestire una biblioteca ed espone i criteri di selezione delle opere e degli autori e di classificazione sistematica dei volumi.
Il testo di Podiani, redatto certamente entro il 1583, anno di morte del cardinale, contiene dei concetti assolutamente all'avanguardia: in esso è stato visto addirittura un precursore del celebre Advis pour dresser une bibliotèque di Gabriel Naudé (1600-1653), considerato il manifesto della biblioteconomia e pubblicato nel 1627, nel quale il bibliotecario del cardinal Mazzarino delinea le finalità di una biblioteca privata sia come monumento al prestigio personale del fondatore, sia come strumento di politica culturale. Con tale trattato si inaugura una politica degli acquisti in funzione dell'uso pubblico delle raccolte librarie, non più destinate a studi particolari o ad un ristretto numero di persone, bensì a divenire biblioteche a carattere universale, organizzate per sezioni.
La raccolta privata di Podiani sin dalla sua genesi è costruita con i caratteri della biblioteca pubblica, con una distribuzione pressoché omogenea delle opere in base alle varie materie dello scibile: essa tendeva già ab origine alla universalità, a differenza delle altre biblioteche private contemporanee, la cui peculiarità piuttosto era quella di essere specializzate.
La stessa pratica del prestito dei volumi a molti eruditi di ogni parte d'Italia messa in atto dal proprietario-fondatore, prima ancora di perfezionare la cessione della propria raccolta libraria al Comune di Perugia, testimonia della funzione “pubblica” che la stessa aveva assunto ben prima della sua apertura ufficiale, avvenuta dopo numerose traversie legali e amministrative solo otto anni dopo la morte di Podiani.
La biblioteca assume il nome di Augusta, titolo concesso alla città di Perugia dall'imperatore Ottaviano Augusto dopo il Bellum Perusinum del 41-40 a.C., ed apre in maniera definitiva nel 1623: come tale è da ritenersi una delle più antiche biblioteche pubbliche italiane.
La donazione della propria biblioteca al Comune di Perugia viene formalizzata da Podiani con un atto pubblico in data 22 dicembre 1582: in cambio del donativo e della sua prestazione come bibliotecario, egli avrebbe ricevuto uno stipendio annuo di 150 scudi, nonché vitto e alloggio all'interno del Palazzo dei Priori.
Papa Gregorio XIII, favorevole alla creazione di una biblioteca pubblica a Perugia, aveva destinato al finanziamento di tale istituzione la gabella della cenceria. Inizialmente la raccolta avrebbe dovuto trovare spazio presso alcuni locali del Sopramuro, strategicamente contigui alla antica sede dello studium cittadino, ma questi vengono presto riconosciuti inidonei, per cui il Comune provvede all'acquisto di un fabbricato attiguo adiacente al Palazzo dei Priori da destinare a biblioteca.
Podiani si occupa personalmente dei lavori di ristrutturazione dell'edificio, destinato a divenire una sorta di museo cittadino, e quindi inizia il complesso lavoro di catalogazione e ordinamento per materie dei libri.

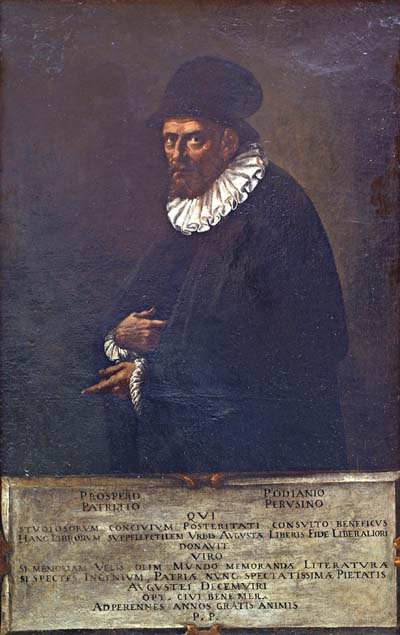
Ritratto di Prospero Podiani (Attribuito a Stefano Amadei) come appare dopo il restauro (1978?). Olio su tela, 126x80 cm, 1640 ca

Nel 1592, per la grave situazione finanziaria in cui versa, il Comune ottiene da Papa Clemente VIII che la tassa sulla cenceria possa essere utilizzata per il pagamento dei debiti dell'amministrazione. 
Podiani si ritiene dunque libero dagli obblighi assunti con il precedente atto di donazione e riporta nella propria casa gran parte dei volumi, modificandone in seguito più volte il lascito in favore di diversi enti e di privati: fra questi sono i conventi perugini dei Domenicani, dei Benedettini, dei Cappuccini, dei Gesuiti, il Capitolo della cattedrale, il vescovo di Perugia Napoleone Comitoli, il canonico perugino Enea Baldeschi, il bibliofilo romano duca Giovanni Angelo Altemps, la Biblioteca Vaticana.
Solo appena un mese prima di morire, il 17 ottobre 1615, Podiani dispone nuovamente e definitivamente affinché la propria libreria venga ceduta al Comune di Perugia. La sua morte avviene il 16 novembre 1615 e il bibliofilo perugino viene sepolto nella locale Chiesa del Gesù.

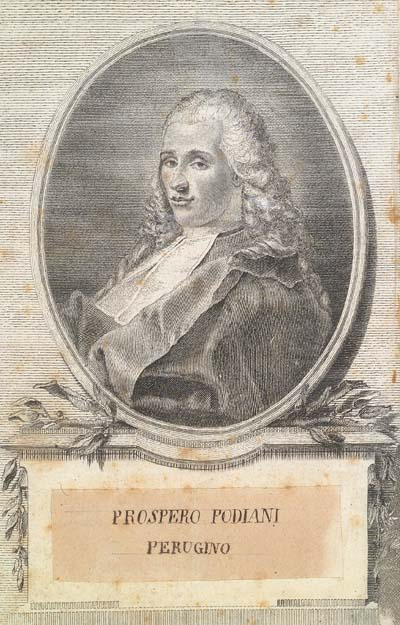
Falso ritratto di Prospero Podiani, incisione appartenente alla 'Collezione Macellari'

Non tutti i volumi da lui posseduti pervengono al Comune: molti libri temporaneamente in deposito presso enti o privati non vengono mai restituiti, mentre una causa promossa dai figli sull'eredità paterna allarma le autorità cittadine che temono la svendita della biblioteca da parte degli eredi qualora fossero state riconosciute le loro richieste.
Ciò provoca l'intervento diretto di Papa Paolo V, il quale nel 1616 per mezzo del governatore Ladislao d’Aquino ordina il sequestro di 83 codici manoscritti di particolare pregio (71 latini e 12 greci), selezionati da Andronico Spinelli, i quali vengono così confiscati e assicurati definitivamente alle collezioni della Biblioteca Vaticana.
Da un inventario redatto nel 1617 da Fulvio Mariottelli, primo bibliotecario succeduto al fondatore, sappiamo che a quell'epoca la parte della raccolta libraria di Podiani pervenuta al Comune di Perugia ammonta a circa 7600 opere, per un totale di circa 10.000 volumi: fra questi sono annoverati circa 600 manoscritti e 290 incunaboli.
La maggior parte di tali volumi, riconoscibili dalle caratteristiche note di possesso apposte dal bibliofilo, manoscritte e/o sotto forma di timbro, si trova ancora nella Biblioteca Augusta, conservata nel cosiddetto Fondo Antico (libri a stampa posteriori al 1500), nel Fondo Incunaboli e nel Fondo manoscritti.
Lo stesso istituto custodisce anche numerosi manoscritti autografi del suo fondatore: fra questi sono da ricordare l'inventario dei libri donati, l’Index librorum Bibliothecae Augustae a Prospero Podiani donatae (Ms. 3081), un Libro di ricordi domestici e note di libri prestati (Ms. 186 - D4), un Index librorum manuscriptorum (Ms. B 3), un Indice dei libri toscani (Ms. E 1), una miscellanea (Ms. 1710 - I 104) contenente fra l'altro un piccolo manuale di biblioteconomia, il De Bibliothecis disponendis et informandis.
La Biblioteca Augusta possiede anche un ritratto di Prospero Podiani, un olio su tela (128 x 84 cm) realizzato intorno al 1640 dal pittore perugino Stefano Amadei (1589-1644).

## Opere principali
- De bibliothecis disponendis et informandis, Biblioteca Augusta, Perugia, ms. I 104
- Index librorum Bibliothecae Augustae a Prospero Podiani donatae, Biblioteca Augusta, ms. 3081
- Libro di ricordi domestici e note di libri prestati, Biblioteca Augusta, ms. 186 - D4
- Index librorum manuscriptorum, Biblioteca Augusta, ms. B 3
- Indice dei libri toscani, Biblioteca Augusta, ms. E 1
- Miscellanea, Biblioteca Augusta, ms. 1710 - I 104